# امبونای
امبونای (به فرانسوی: Ambonnay) یک کامین در فرانسه است که در Canton of Ay واقع شده‌است.

## خصوصیات
امبونای ۱۱٫۸ کیلومترمربع مساحت و ۹۲۰ نفر جمعیت دارد و ۹۹ متر بالاتر از سطح دریا واقع شده‌است.